# To Hell with God
To Hell with God er et studiealbum af det amerikanske death metalbandet Deicide, udgivet 15. februar 2011.

## Spor
Alle sange skrevet og komponeret af Glen Benton og Steve Asheim. 
| Nr.           | Titel                                     | Længde |
| ------------- | ----------------------------------------- | ------ |
| 1.            | "To Hell with God"                        | 4:21   |
| 2.            | "Save Your" (Asheim, Benton, Jack Owen)   | 3:32   |
| 3.            | "Witness of Death"                        | 3:05   |
| 4.            | "Conviction" (Benton, Owen)               | 3:15   |
| 5.            | "Empowered by Blasphemy"                  | 3:16   |
| 6.            | "Angels of Hell" (Asheim, Benton, Owen)   | 3:12   |
| 7.            | "Hang in Agony Until You're Dead"         | 3:59   |
| 8.            | "Servant of the Enemy"                    | 3:17   |
| 9.            | "Into the Darkness You Go" (Benton, Owen) | 3:32   |
| 10.           | "How Can You Call Yourself a God"         | 4:15   |
| Total længde: | Total længde:                             | 35:42  |

## Musikere
- Glen Benton – bassist, vokalist
- Steve Asheim – trommeslager
- Ralph Santolla – guitarist
- Jack Owen – guitarist